# Juan Manuel Alcaraz Tornel
Juan Manuel Alcaraz Tornel (* 24. Juni 1886 in Chimalhuacán de Atenco) war ein mexikanischer Botschafter.

## Leben
1916 enthob Venustiano Carranza das gesamte Botschaftspersonal seiner Ämter, da es die Regierung von Victoriano Huerta unterstützt hätte.
Juan Manuel Alcaraz Tornel und Domingo Nájera de Pindter waren bis 1918 Geschäftsträger in der Botschaft von Peru.
1918 verhandelte Juan Manuel Alcaraz Tornel in Peru.
Bis 1934 war Juan Manuel Alcaraz Tornel als Konsul 2. Klasse in Frankfurt am Main akkreditiert.
Ab 19. Januar 1934 war Juan Manuel Alcaraz Tornel am mexikanischen Konsulat in Salt Lake City, Utah akkreditiert.

## Veröffentlichungen
- Juan Manuel Alcaraz Tornel, Informe que rinde el Encargado de Negocios ad-ínterim de los 1918

| Vorgänger                        | Amt                                                                          | Nachfolger                 |
| -------------------------------- | ---------------------------------------------------------------------------- | -------------------------- |
| Fernando Cuén                    | Mexikanischer Botschafter in Bogota 21. August 1914 bis 1. Juni 1918         | Gerzayn Ugarte             |
| Manuel Méndez Palacios           | Mexikanischer Botschafter in Lima 8. Mai 1917 bis 12. April 1919             | Alfonso M. Siller          |
| Juan Manuel Álvarez del Castillo | Mexikanischer Botschafter in Santo Domingo 31. Mai 1937 bis 1. Januar 1940   | José Rubén Romero González |
| José Rubén Romero González       | Mexikanischer Botschafter in Port Au'Prince 3. März 1943 bis 1. Oktober 1943 | Francisco Vázquez Treserra |
| Víctor Alfonso Maldonado Morato  | Mexikanischer Botschafter in La Paz 9. Mai 1949 bis                          | José Calvillo Treviño      |
| Jorge de la Vega Caso            | Mexikanischer Botschafter in Belgrad 12. August 1954 bis 15. September 1955  | Federico Amaya Rodríguez   |
| Lamberto H. Obregón Serrano      | Mexikanischer Botschafter in Warschau 15. September 1955 bis 28. August 1958 | Salvador Alva Cejudo       |